# Croûte aux champignons
Pour les articles homonymes, voir Croûte et Champignon.
La croûte aux champignons ou croûte forestière est une recette de cuisine traditionnelle de la cuisine franc-comtoise, à base de champignons en sauce à la crème, et de pain grillé.

## Description
La croûte aux champignons (et sa variante améliorée de croûte aux morilles) est préparée avec un mélange possible de plusieurs variétés de champignons communs de Franche-Comté : morilles, chanterelles, girolles, bolets, pied-de-mouton, cèpes, trompette de la mort, petits gris…

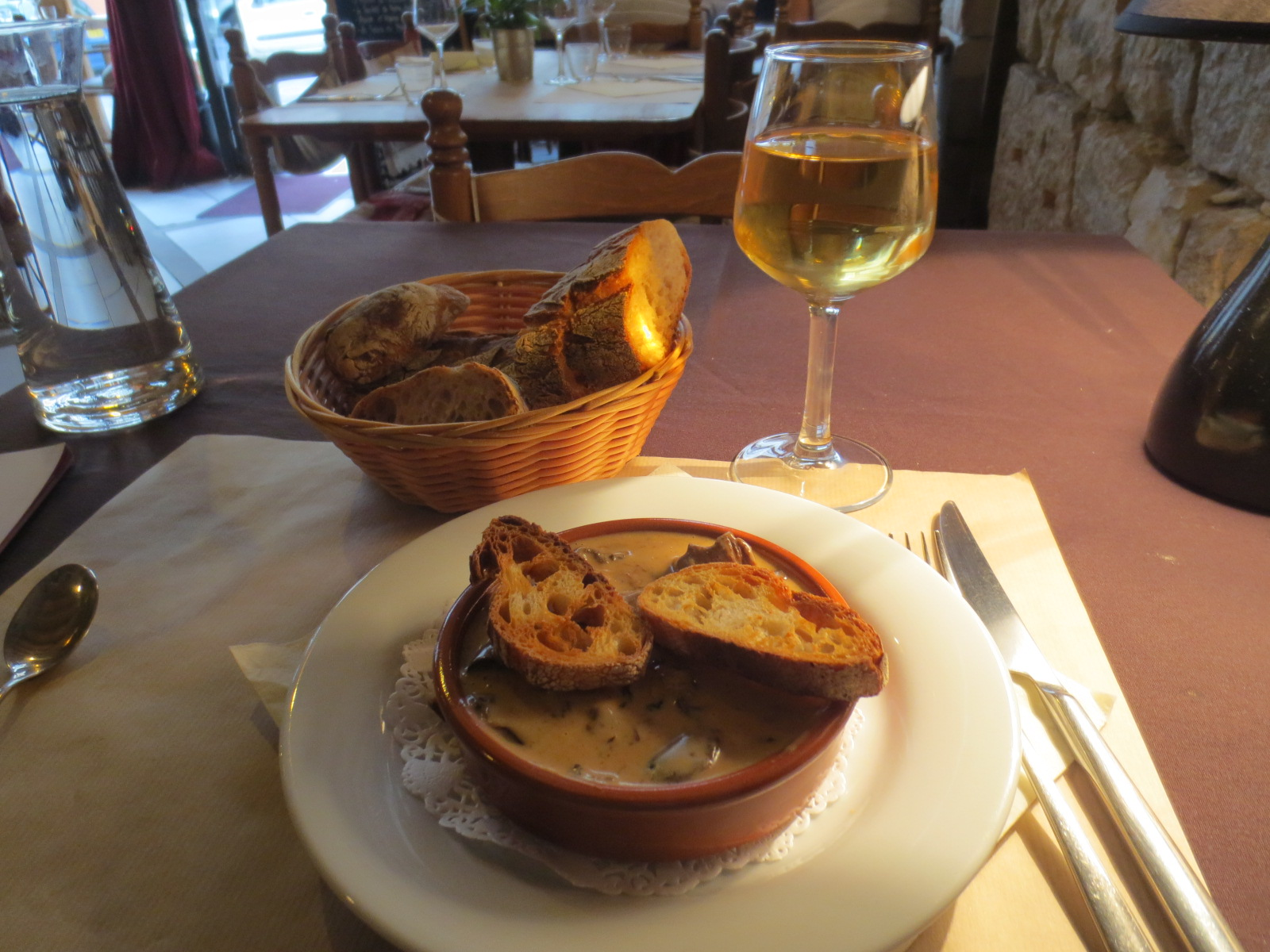
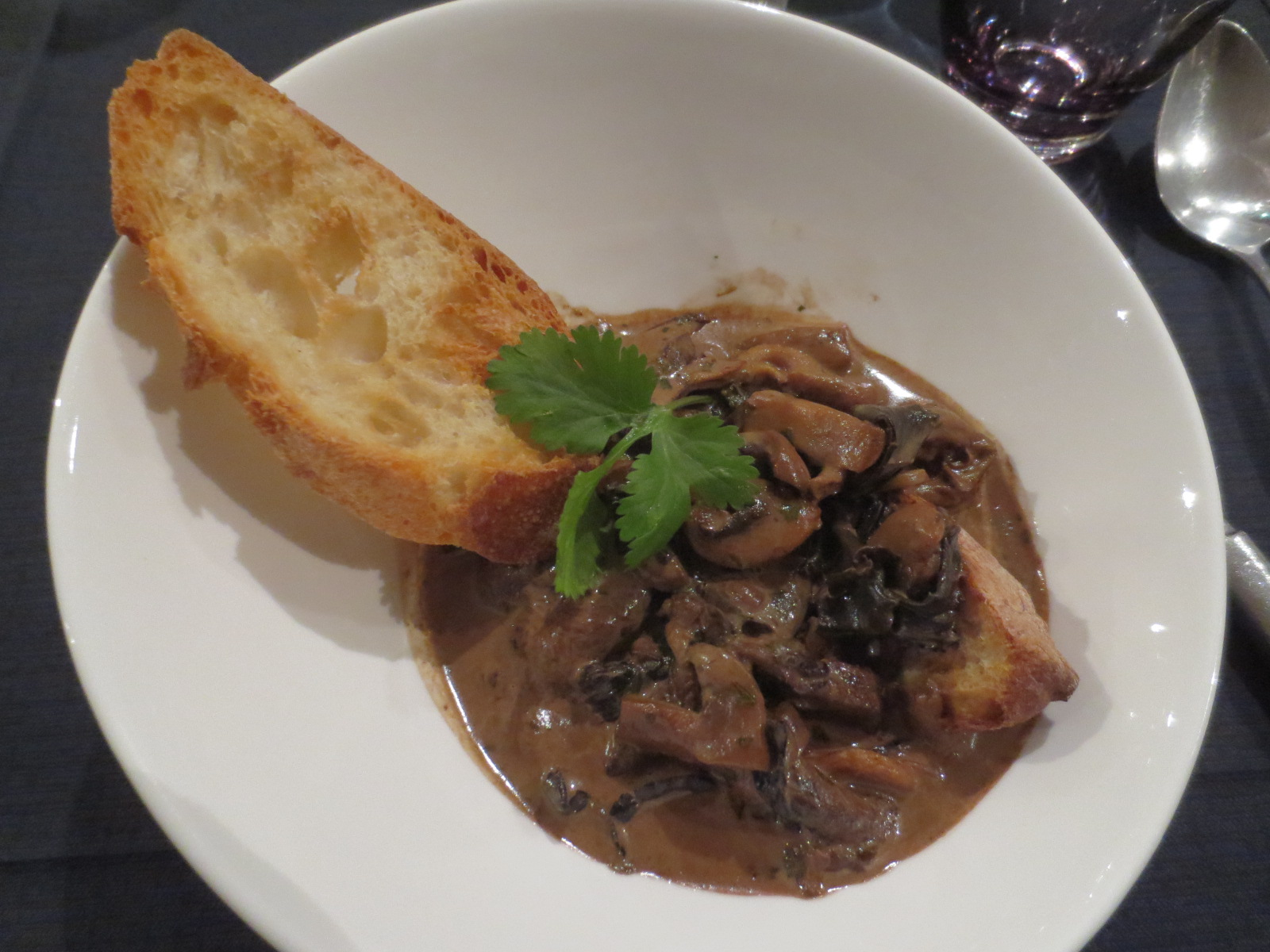
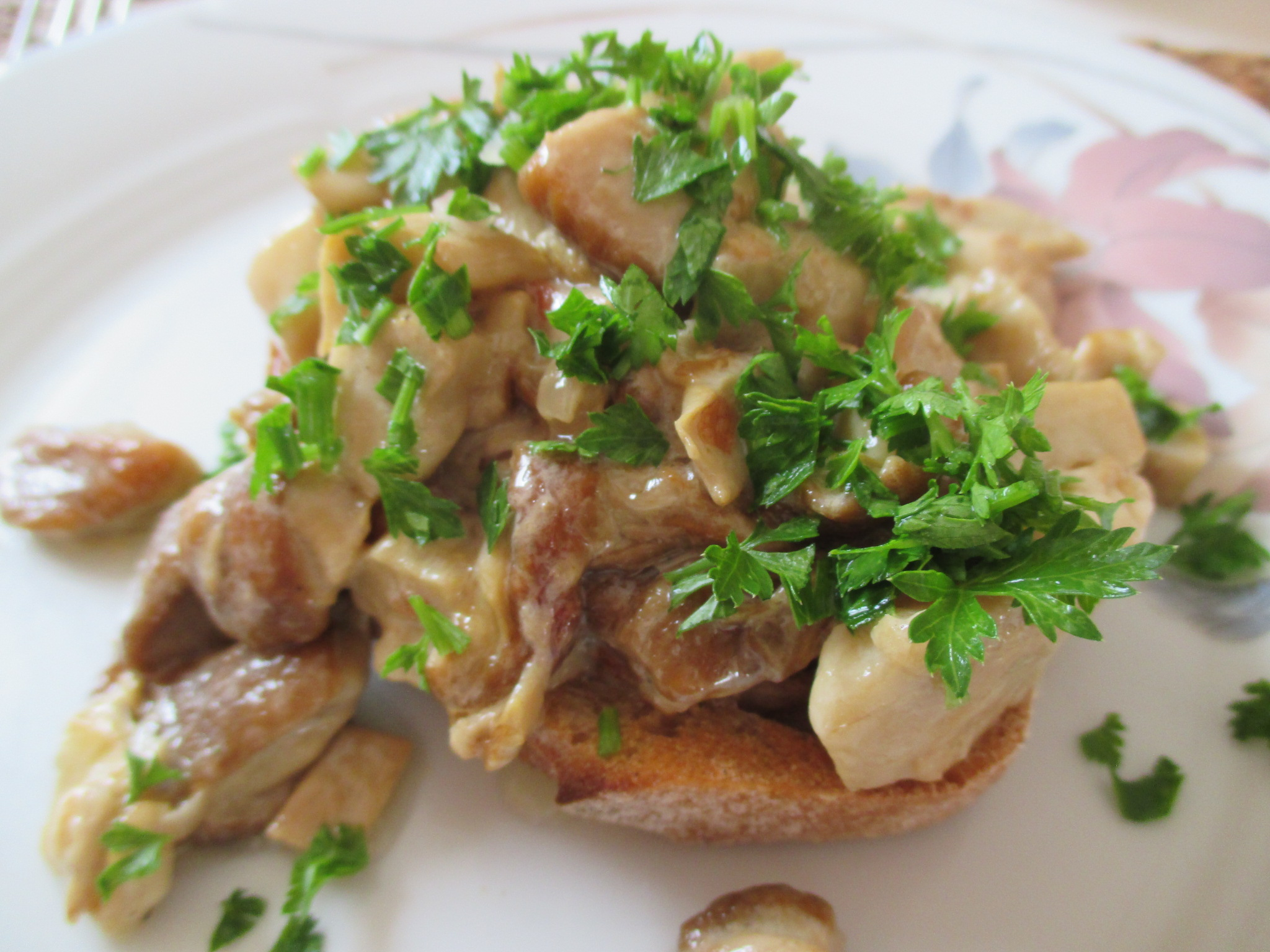
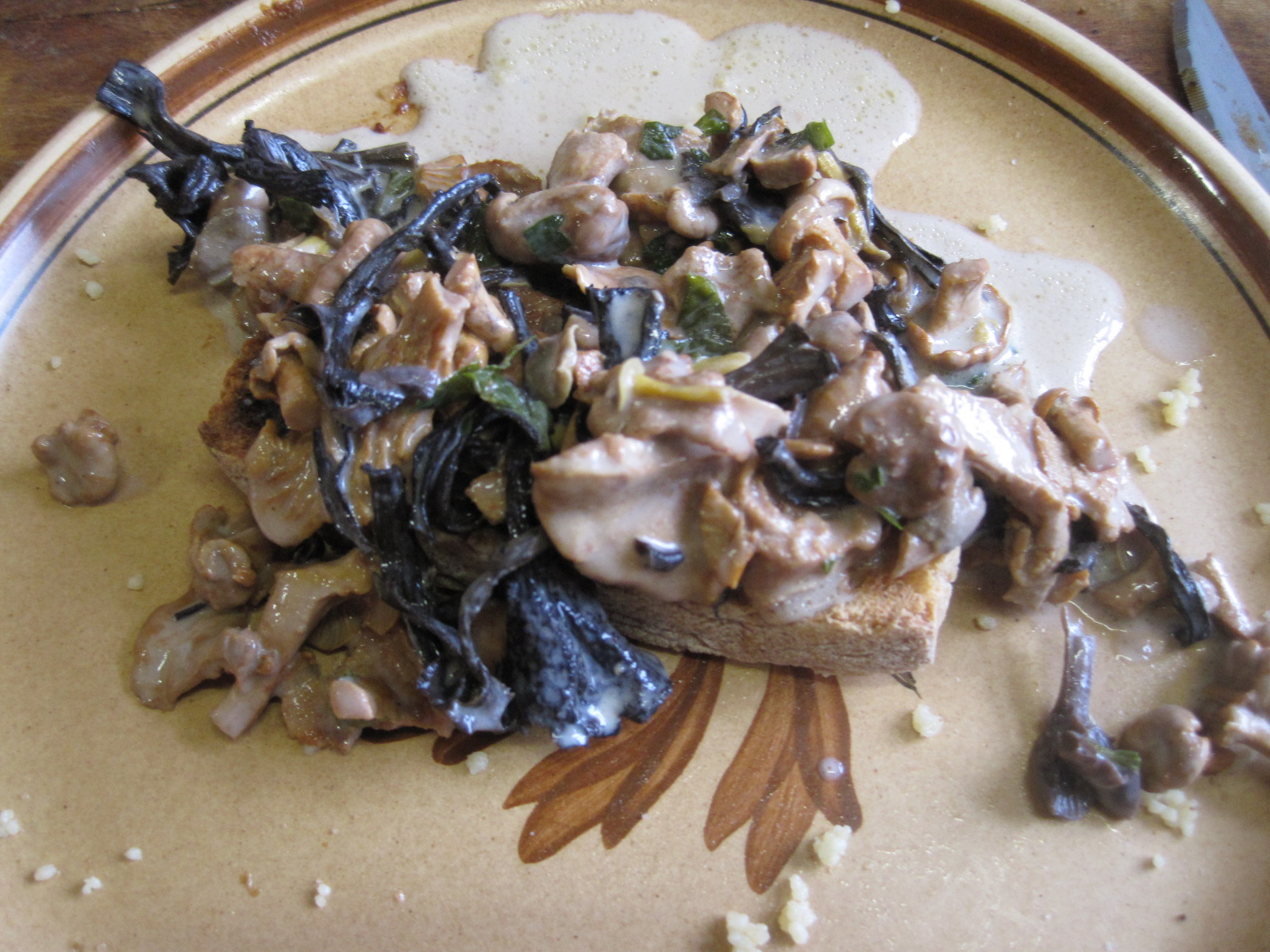

Ce plat porte ce nom de croûte car il est servi avec, ou sur du pain grillé, ou parfois dans une croustade ou pâte feuilletée, comme des bouchée à la reine.

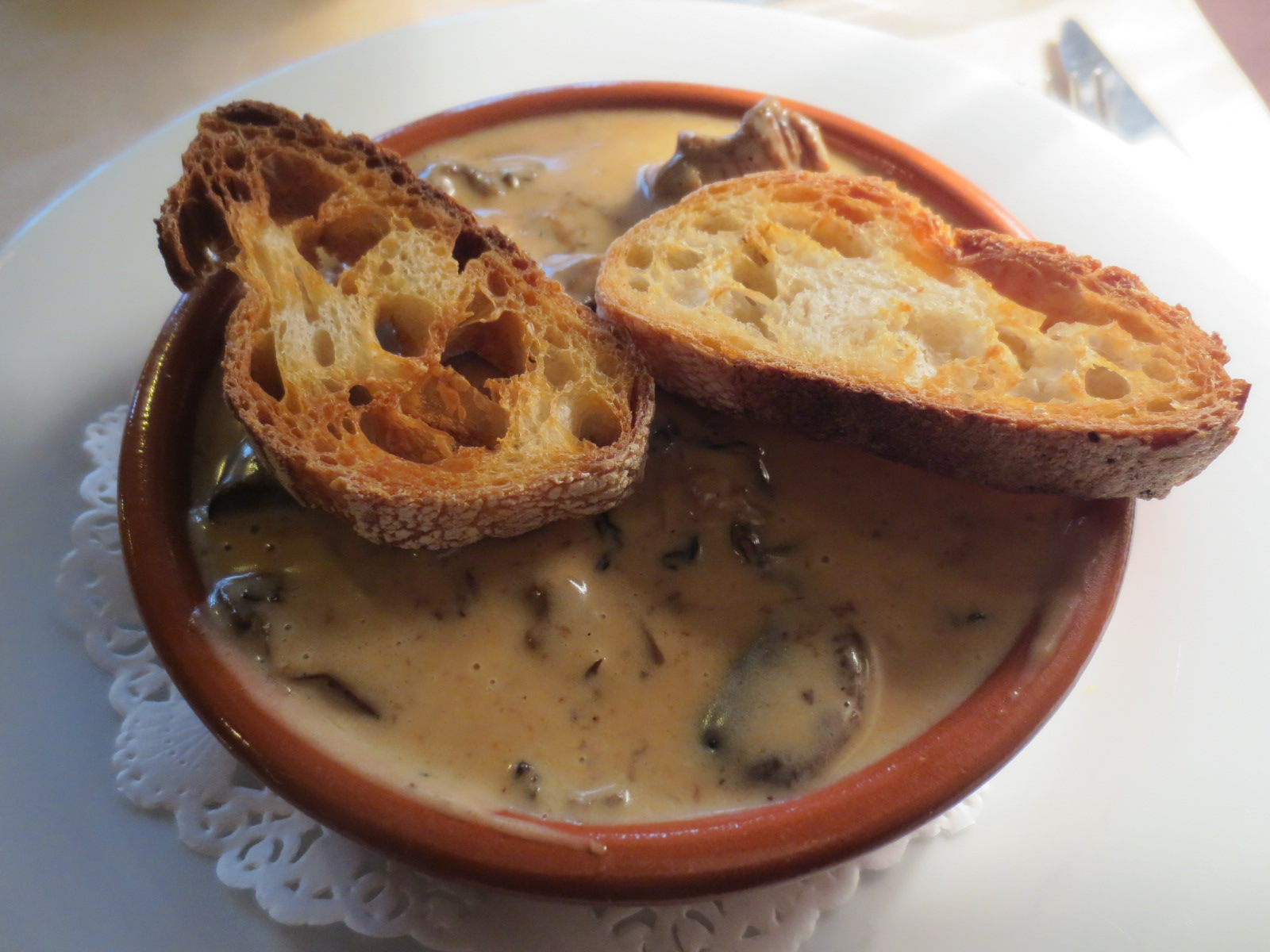
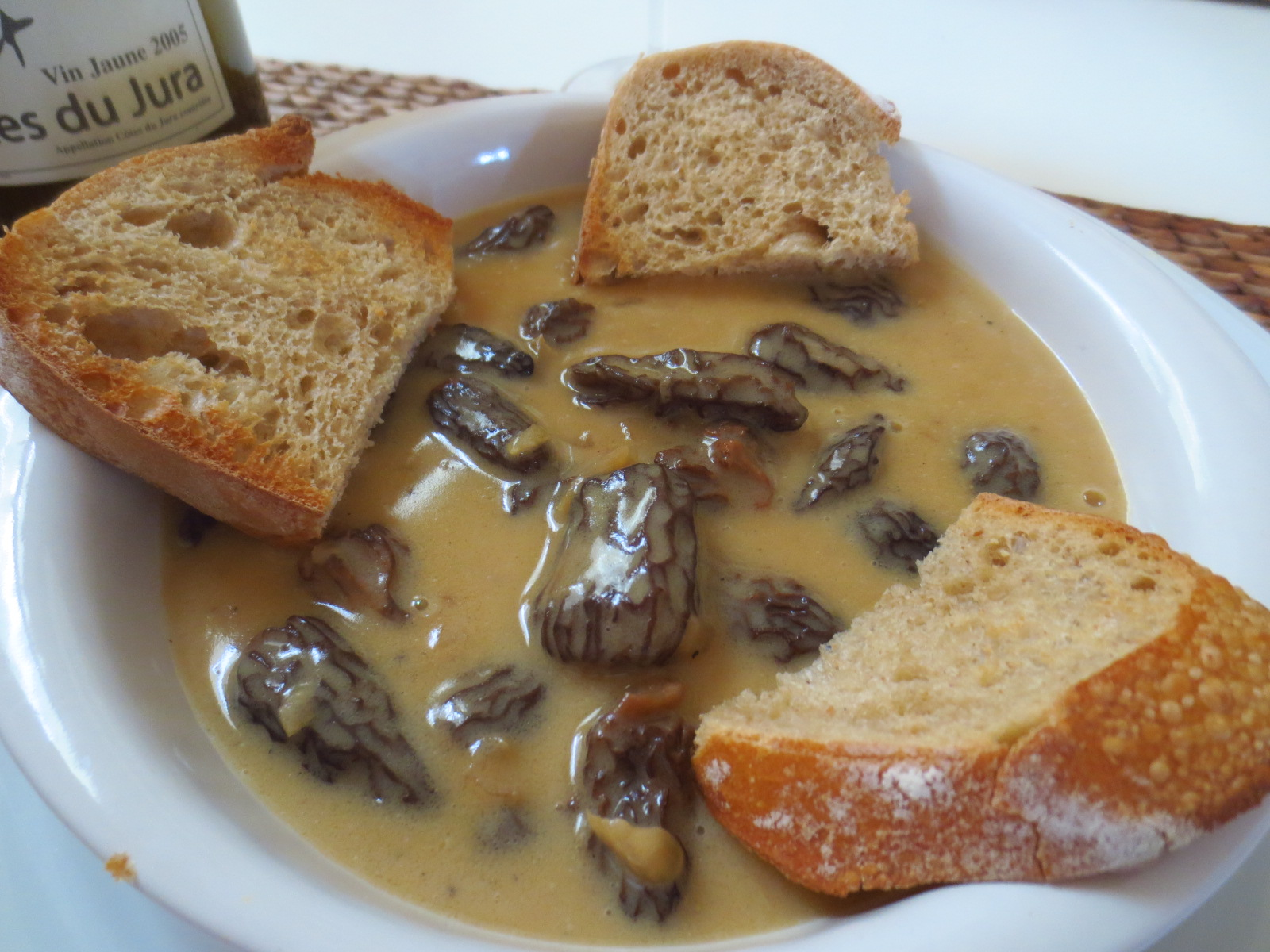
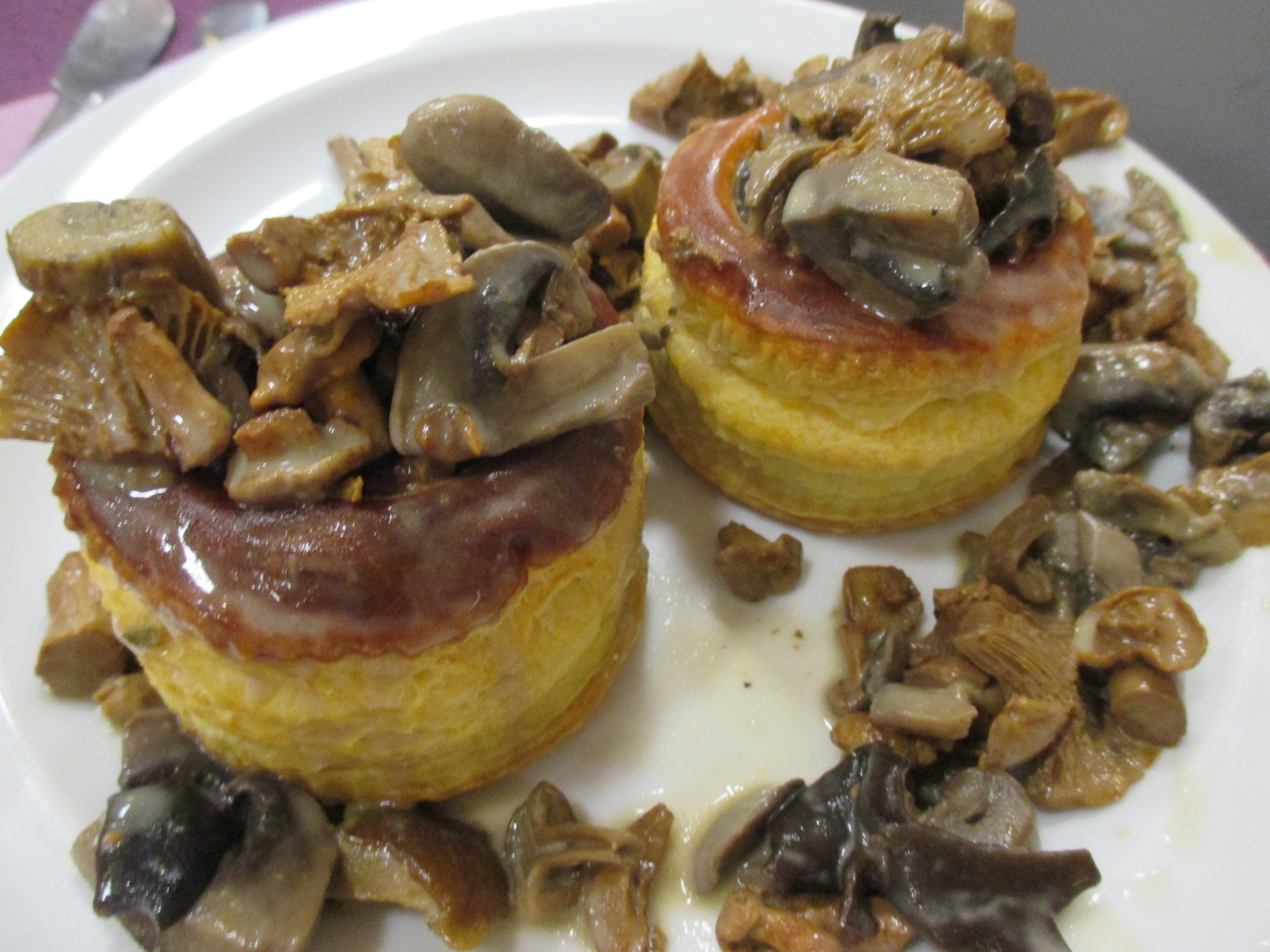